# Unión monetaria
En economía, una unión monetaria es la situación en la cual dos o más países acuerdan compartir la misma moneda, si bien no es necesario que tengan mayor integración económica, como en el caso de una unión económica, en la cual existe adicionalmente unión aduanera y mercado común. De esta manera, los países ceden su soberanía monetaria, de manera parcial o total, en función de una entidad financiera supranacional o extranjera (como un banco central) que regula las cuestiones propias de la divisa.

## Tipos de unión monetaria

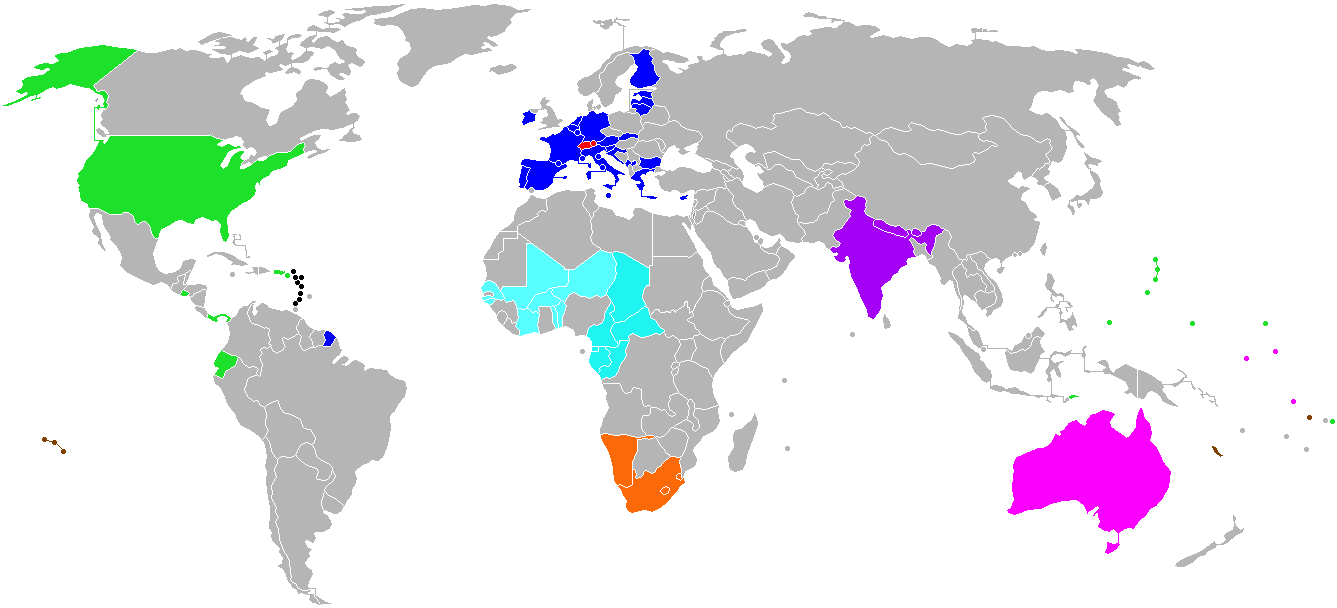
Uniones monetarias:
EUR Euro
USD Dólar estadounidense
CHF Franco suizo
INR Rupia india
AUD Dólar australiano
XCD Dólar del Caribe Oriental
ZAR Rand sudafricano
XOF Franco CFA de África Occidental
XAF Franco CFA de África Central
XPF Franco CFP

Existen básicamente tres tipos de uniones monetarias:
1. Informal: basada en la adopción unilateral de una divisa extranjera.
2. Formal: basada en la adopción de una divisa extranjera en virtud de un acuerdo bilateral o multilateral con la autoridad emisora, y en ocasiones apoyada por la emisión de una moneda local bajo un régimen de tipo de cambio fijo.
3. Formal con política común: basada en el establecimiento por un número de países de una política monetaria y una autoridad emisora común para su divisa compartida.

La teoría de la zona monetaria óptima trata sobre la cuestión de cómo determinar qué regiones geográficas deberían compartir una divisa con el objetivo de maximizar su eficiencia económica.

## Uniones monetarias existentes
Cada unión monetaria y aduanera y unión económica y monetaria también tiene una unión monetaria
| Divisa                            | Unión | Usuarios | Est.               | Estatus | Población     | PIB (nominal $) |
| --------------------------------- | --- | --- | ------------------ | --- | ------------- | --------------- |
| Franco CFA                        | Emitida por Institudo Emisor Ultramarino desde 1962 (Banco Central de los Estados de África Occidental y Banco de los Estados de África Central) | Benín Burkina Faso Costa de Marfil Guinea-Bissau Malí Níger Senegal Togo Camerún República Centroafricana Chad República del Congo Guinea Ecuatorial Gabón | 1945               | Formal, política común | 50 000 000    |                 |
| Franco CFP                        | Emitida por Institudo Emisor Ultramarino (Francia)                                                                                               | Polinesia Francesa Nueva Caledonia Wallis y Futuna | 1945               | Formal, política común | 528 000       |                 |
| Dólar del Caribe Oriental         | Unión Monetaria del Caribe Oriental de la OECS                                                                                                   | Anguila Antigua and Barbuda Dominica Granada Montserrat San Cristóbal y Nieves Santa Lucía San Vicente y las Granadinas | 1965               | Formal, política común EMU de-facto para los miembros de la Comunidad del Caribe                                                                                  | 625 000       |                 |
| Euro                              | Eurozona | eurozona (17) Austria Bélgica Chipre Estonia Finlandia Francia Alemania Grecia Irlanda Italia Luxemburgo Malta Países Bajos Portugal Eslovaquia Eslovenia España y territorios Acrotiri y Dhekelia Tierras Australes y Antárticas Francesas Mayotte San Pedro y Miquelón Andorra Kosovo Mónaco Montenegro San Marino Ciudad del Vaticano | 1999/2002          | Formal, política común y EMU para los miembros de la UE Formal para Andorra, Mónaco, San Marino, Vaticano y Acrotiri y Dhekelia Informal para Kosovo y Montenegro | 328 655 062   |                 |
| Dólar de Singapur Dólar de Brunéi | Gestionada conjuntamente por la Autoridad Monetaria de Singapur                                                                                  | Brunéi Singapur | 1967               | Formal; divisas mutuamente intercambiables | 5 137 000     | 36 438 000 000  |
| Dram armenio                      | | Armenia República de Nagorno Karabaj | 1994               | Informal | 3 368 900     | 18 715 000 000  |
| Dólar australiano                 | | Australia y territorios Islas Ashmore y Cartier Territorio Antártico Australiano Isla de Navidad Islas Cocos Islas del Mar del Coral Islas Heard y McDonald Isla Norfolk Kiribati Nauru Tuvalu | 1966               | Informal | 22 557 000    |                 |
| Libra esterlina                   | Zona esterlina | Reino Unido y ultramar Territorio Antártico Británico Territorio Británico del Océano Índico Islas Malvinas Gibraltar Santa Elena, Ascensión y Tristán de Acuña Islas Georgias del Sur y Sandwich del Sur y dependencias Guernsey Isla de Man Jersey                                                                                     | 1939               | Formal, existen variantes locales | 62 321 000    |                 |
| Corona noruega                    | | Noruega y colonias Isla Bouvet Tierra de la Reina Maud Isla Pedro I |                    | Formal | 4 900 000     |                 |
| Rupia india                       | | Bután India Nepal | 1974               | Informal Uso menor en Nepal | 1 215 083 000 |                 |
| Dólar neozelandés                 | | Nueva Zelanda y dependientesTokelau Dependencia Ross Islas Cook Niue Islas Pitcairn | 1967               | Informal | 4 411 000     |                 |
| Nuevo séquel                      | | Israel Territorios palestinos | 1927/1986          | Informal | 11 738 000    |                 |
| Dinar jordano                     | | Jordania Territorios palestinos (solo Cisjordania) |                    | Informal | 8 922 000     |                 |
| Rublo ruso                        | | Abjasia Rusia Osetia del Sur | 2008               | Informal | 142 177 000   |                 |
| Rand sudafricano                  | Área Monetaria Común | Lesoto Namibia Sudáfrica Suazilandia | 1974               | Formal Unión monetaria y aduanera de facto para los miembros de la Unión Aduanera de África Austral                                                               | 52 924 669    | 316 936 000 000 |
| Franco suizo                      | | Liechtenstein Suiza | 1920               | Informal desde 1924, creación de una unión aduanera y un mercado común parte de la AELC dentro de una EMU de facto                                                | 7 774 546     | 497 171 000 000 |
| Lira turca                        | | Turquía República Turca del Norte de Chipre | 1983               | Informal | 75 081 100    | 734 043         |
| Dólar de los Estados Unidos       | | Estados Unidos y el área insular Samoa Americana Guam Islas Ultramarinas de Estados Unidos Islas Marianas del Norte Puerto Rico Islas Vírgenes de los Estados Unidos Ecuador El Salvador Panamá Islas Marshall Micronesia Palau Timor Oriental Islas Turcas y Caicos Islas Vírgenes Británicas                                           | 1904 (solo Panamá) | Informal | 339 300 000   |                 |

### Propuestas
| Comunidad                                                                                    | Divisa                    | Región                 | Fecha objetivo  | Notes |
| -------------------------------------------------------------------------------------------- | ------------------------- | ---------------------- | --------------- | --- |
| Alianza Bolivariana para los Pueblos de Nuestra América - Tratado de Comercio de los Pueblos | SUCRE                     | América Latina /Caribe | 2010            | Está previsto que comience como una divisa electrónica en la que partiicpen todos los países de la Alianza Bolivariana para las Américas. |
| Comunidad Africana Oriental                                                                  | Chelín de África Oriental | África                 | 2015            | |
| Comunidad Africana Oriental                                                                  |                           | África                 | 2020            | |
| Zona Monetaria de África Occidental                                                          | Eco                       | África                 | 2020            | Dentro de la Comunidad Económica de Estados de África Occidental, planea eventualmente fusionarse con el Franco CFA de África Occidental  |
| ASEAN+3                                                                                      | Unión Monetaria Asiática  | Asia                   |                 | existe un tratado de libre comercio parcialmente acordado                                                                                 |
| Consejo de Cooperación para los Estados Árabes del Golfo                                     | Khaleeji                  | Golfo Pérsico          | hacia 2013-2020 | Omán y los Emiratos Árabes Unidos no tienen intención de adoptar inicialmente la moneda, pero podrían hacerlo más tarde.                  |